# يوسف العيسى
يوسف حنا العيسى (1870-1948)، صحفي فلسطيني مُقيم في دمشق، كان أحد مؤسسي الكتلة الوطنية في سوريا وصاحب جريدة ألف باء الدمشقية المعارضة لحكم الانتداب الفرنسي.

## البداية
ولد يوسف العيسى في مدينة حيفا الفلسطينية حيث أطلق جريدة يومية اسمها «فلسطين» مع ابن عمه عيسى العيسى سنة 1911. توجه إلى دمشق مع جلاء القوات العثمانية عن المدينة سنة 1918 وقرر الاستقرار فيها، مبايعاً الأمير فيصل بن الحسين حاكماً عربياً على سورية.

## جريدة ألف باء
بعد سقوط العهد الفيصلي وفرض الانتداب الفرنسي على سورية، قام يوسف العيسى بإطلاق صحيفة سياسية يومية من دمشق، سُمّيت جريدة ألف باء وصدر العدد الأول منها يوم 1 أيلول 1920. من هذا الموقع تعاون مع زعماء سورية على إنشاء تنظيم الكتلة الوطنية سنة 1927 لمحاربة الانتداب الفرنسي بكل الوسائل القانونية والسلمية. حققت جريدة ألف باء نجاحاً باهراً وتحولت إلى ناطق رسمي باسم الحركة الوطنية حيث كانت افتتاحيات يوسف العيسى تعكس فكر وتوجهات رئيس الكتلة هاشم الأتاسي، لا يضاهيها من حيث التأثير على الرأي العام وسعة الانتشار إلا مقالات الصحفي اللبناني جبران تويني في جريدة النهار البيروتية. وعند الإعلان عن ثورة الحاج محمد أمين الحسيني مفتي القدس سنة 1936، قام يوسف العيسى بإنشاء لجنة دعم فلسطين في دمشق، مُكلفة بجمع التبرعات والسلاح للثوار.